# Jascha Heifetz
Jascha Heifetz (ros. Иосиф Рувимович Хейфец; ur. 20 stycznia?/2 lutego 1901 w Wilnie, zm. 10 grudnia 1987 w Los Angeles) – amerykański skrzypek pochodzenia żydowskiego; w 1925 naturalizowany w USA.

## Życiorys
Urodził się w Wilnie, jako syn miejscowego nauczyciela gry na skrzypcach. W wieku trzech lat rozpoczął naukę gry skrzypcowej pod kierunkiem ojca, a następnie w latach 1905–1907 u Eliasa Małkina. Mając 7 lat wystąpił publicznie w Kownie, wykonując Koncert skrzypcowy e-moll Mendelssohna i Kaprysy Paganiniego. W latach 1910–1916 studiował w Konserwatorium Petersburskim pod kierunkiem Leopolda Auera, u którego doskonalił grę skrzypcową oraz uczył się gry na altówce i na fortepianie, a także zasad kompozycji.
W 1911 debiutował w Petersburgu Koncertem skrzypcowym e-moll Mendelssohna pod dyrekcją Aleksandra Głazunowa. Po sensacyjnym debiucie w Berlinie w 1912 na zaproszenie Arthura Nikischa wykonał Koncert skrzypcowy Czajkowskiego z Filharmonikami Berlińskimi. W 1917 odbył tournée do USA, gdzie jego debiut w Carnegie Hall 27 października 1917 był ogromnym sukcesem. Zapoczątkował też światową karierę Heifetza.
W 1920 zagrał w Queen’s Hall w Londynie. W 1921 odbył trasę koncertową do Australii, a w 1923 do Azji Wschodniej. W Palestynie grał w 1926 i wrócił tam ponownie w 1967 by zagrać z Izraelską Orkiestrą Filharmoniczną. W 1934 dał sześć koncertów w Moskwie i Leningradzie. W 1971 wystąpił w Paryżu z dwoma recitalami i na koncercie z Orchestre national de France.
Występował też jako kameralista z Emanuelem Feuermannem, Williamem Primrose’em, Arturem Rubinsteinem, Williamem Kapellem i Grigorijem Piatigorskim, z którym w 1964 dał trzy koncerty w Carnegie Hall. W 1973 zaprzestał publicznych występów ze względu na stan zdrowia.
W swoim repertuarze miał wiele koncertów napisanych specjalnie dla niego i jemu dedykowanych, w tym Waltona, Castelnuova-Tedesca, Korngolda i Gruenberga. Dokonał 250 transkrypcji skrzypcowych, wśród których najbardziej znana jest Hora staccato Dinica. Opracował też kadencje do koncertów Beethovena, Brahmsa i Mozarta (KV 218). Od 1928 współpracował z producentami filmowymi w Hollywood jako wykonawca i kompozytor (pod pseudonimem Jim Hoy). Dokonał bardzo wielu nagrań koncertów skrzypcowych i utworów muzyki kameralnej.
Od 1962 wykładał na Uniwersytecie Południowej Kalifornii w Los Angeles, gdzie w 1975 utworzono katedrę muzyczną jego imienia (Heifetz Chair in Music).
Heifetz posiadał czworo wartościowych skrzypiec. Pierwszym instrumentem, na którym grał w młodości i debiutował w 1917 w Carnegie Hall były skrzypce z weneckiej pracowni Carlo Tononiego z 1736. W 1922 kupił „Heifetz, David” Guarneri del Gesù z ok. 1740, były to jego ulubione skrzypce, z którymi nie rozstawał się do śmierci. W latach 1925–1950 był właścicielem skrzypiec „Heifetz, Piel” Stradivariego z 1731, a w latach 1950–1965 „Dolphin, Delfino” Stradivariego z 1714.